# Viktor Vlasov
Viktor Petrovich Vlasov (cirílico: Виктор Петрович Власов), (Moscou, 1 de setembro de 1925 - 2002) foi um basquetebolista russo que integrou a Seleção Soviética nos XV Jogos Olímpicos de Verão de 1952 realizados em Helsínquia, Finlândia.

## Carreira
Vlasov começou sua carreira em 1945 no Troedovych Rezervach de Moscou. Após uma temporada, passou a jogar pelo Dínamo Moscou. Com o Dínamo, foi campeão nacional da União Soviética uma vez, em 1948. Ficou em segundo lugar em 1956 e em terceiro lugar em 1957 e 1958. Em 1950, perdeu com o Dínamo a final da Copa da URSS.
Pela União Soviética, participou dos Jogos Olímpicos de 1952 e conquistou a medalha de prata. Ganhou a medalha de ouro no Campeonato Europeu em 1951 e 1953, e a de bronze em 1955.
Em 1959, Vlasov tornou-se o técnico principal do Dínamo Moscou, cargo que ocupou até 1969.
Ele recebeu a condecoração da Ordem da Guerra Patriótica.